# Булдычев
Булды́чев (укр. Булдичів) — село на Украине, основано в 1585 году, находится в Романовском районе Житомирской области.
Население по переписи 2001 года составляет 390 человек. Почтовый индекс — 13041. Телефонный код — 4146. Занимает площадь 129,4 км².

## Адрес местного совета
13041, Житомирская область, Романовский р-н, с.Булдычев, ул.Центральная, 68